# Torneo WTA de India
El Torneo WTA de India es un torneo para tenistas profesionales que se celebra regularmente desde 2003 en varias ciudades indias. Fue un evento del WTA Tour jugado en canchas duras al aire libre. En 2008, se clasificó como un evento tier II con un premio en metálico de 600.000 dólares, lo que lo convirtió en el mayor torneo de tenis femenino del sur y sureste de Asia ese año. Tras la reestructuración de la WTA en 2009, no hubo torneos de la WTA en India hasta 2022, excepto algunos WTA Challengers.
Por primera vez desde 2008, se llevará a cabo un torneo WTA 250 en India en 2022.

## Campeonas

### Individual
| Lugar       | Año               | Campeona        | Finalista      | Resultado    |
| Bengaluru   |                   |                 |                |              |
| ----------- | ----------------- | --------------- | -------------- | ------------ |
| Bengaluru   | ↓ Tier II ↓       |                 |                |              |
| Bengaluru   | 2008              | Serena Williams | Patty Schnyder | 7-5, 6-3     |
| Bengaluru   | 2009–2021         | No Celebrado    | No Celebrado   | No Celebrado |
| Chennai     |                   |                 |                |              |
| ↓ WTA 250 ↓ |                   |                 |                |              |
| 2022        | Linda Fruhvirtová | Magda Linette   | 4-6, 6-3, 6-4  |              |

### Dobles
| Lugar       | Año                              | Campeonas                       | Finalistas                     | Resultado        |
| Bengaluru   |                                  |                                 |                                |                  |
| ----------- | -------------------------------- | ------------------------------- | ------------------------------ | ---------------- |
| Bengaluru   | ↓ Tier II ↓                      |                                 |                                |                  |
| Bengaluru   | 2008                             | Shuai Peng Sun Tiantian         | Yung-Jan Chan Chuang Chia-jung | 6–4, 5–7, [10–8] |
| Bengaluru   | 2009–2021                        | No Celebrado                    | No Celebrado                   | No Celebrado     |
| Chennai     |                                  |                                 |                                |                  |
| ↓ WTA 250 ↓ |                                  |                                 |                                |                  |
| 2022        | Gabriela Dabrowski Luisa Stefani | Anna Blinkova Natela Dzalamidze | 6-1, 6-2                       |                  |